# Hormony roślinne

Eten jest najprostszym dotychczas poznanym hormonem roślinnym

Kwas indolilooctowy, hormon z grupy auksyn

Hormony roślinne, fitohormony (gr. φυτοορμόνη) – grupa związków organicznych należących do regulatorów wzrostu i rozwoju roślin. Kryterium uznania związku za fitohormon jest wywoływanie reakcji w organizmie rośliny w stężeniach rzędu 10-6 mol dm-3 lub mniejszych. Hormony roślinne nie muszą wykazywać działania poza miejscem ich wytwarzania, miejsce wytwarzania może być jednocześnie miejscem reakcji. Znane są związki wykazujące aktywność biologiczną analogiczną do naturalnie wytwarzanych w roślinie. Syntetyczne regulatory wzrostu i rozwoju roślin (np. 1-Metylocyklopropen) są wykorzystywane w rolnictwie i ogrodnictwie.
Do hormonów roślinnych zaliczane są:
- auksyny,
- gibereliny,
- cytokininy,
- etylen,
- kwas abscysynowy,
- jasmonidy,
- brasinosteroidy[1],
- poliaminy[2],
- strigolaktony

a także:
- kwas salicylowy,
- kumaryna[3].